# Amin Younes
Amin Younes (Düsseldorf, Alemania, 6 de agosto de 1993) es un futbolista alemán que juega en la posición de extremo en el F. C. Schalke 04 de la 2. Bundesliga.

## Trayectoria

### Clubes
Amin Younes comenzó su carrera en el S. G. Unterrath Jugend. A los seis años, se unió a las categorías juveniles del Borussia Mönchengladbach. Tras pasar una temporada a préstamo en el F. C. Kaiserslautern de la segunda división, en julio de 2015 firmó por tres años con el Ajax de Ámsterdam, que pagó 2,5 millones de euros por su pase. Con dicho club, en 2017 llegó a la final de la Liga Europa de la UEFA, pero su equipo perdió con el Manchester United. Más tarde, fue transferido al S. S. C. Napoli. En junio de 2018 sufrió una rotura del tendón de Aquiles, por lo que su debut en el equipo tuvo lugar recién el 8 de diciembre.
En octubre de 2020 fue cedido al Eintracht Fráncfort por dos temporadas. En enero de 2022 se canceló la cesión, se desvinculó de la entidad napolitana y firmó hasta junio de 2024 con el Al-Ettifaq Club. Este equipo lo cedió siete meses después al F. C. Utrecht.
El 4 de junio de 2024, tras varias semanas entrenando con el equipo filial, firmó un contrato por dos años con el F. C. Schalke 04.

### Selección nacional
Younes es hijo de un padre libanés y una madre alemana. En 2015 disputó la Eurocopa Sub-21 en República Checa. Tras realizar su debut con la selección alemana en un partido ante Dinamarca y marcar su primer gol en un encuentro por la clasificación de UEFA para la Copa Mundial de Fútbol de 2018 contra San Marino, en mayo de 2017 Joachim Löw lo seleccionó entre los futbolistas que jugarían la Copa Confederaciones. Los alemanes acabaron ganando la competición, en la que Younes, a pesar de gozar de pocos minutos en los  dos partidos que disputó, le anotó un gol a México.

#### Participaciones en Eurocopas
| Torneo                  | Sede            | Resultado   |
| ----------------------- | --------------- | ----------- |
| Eurocopa Sub-21 de 2015 | República Checa | Semifinales |

#### Participaciones en Copa Confederaciones
| Torneo                    | Sede  | Resultado |
| ------------------------- | ----- | --------- |
| Copa Confederaciones 2017 | Rusia | Campeón   |

## Estadísticas

### Clubes
La siguiente tabla detalla los encuentros disputados y los goles marcados por Younes en los clubes en los que ha militado.
| Borussia Mönchengladbach II · Alemania |                     |     |    |    |   |   |    |    |   |     |     |    |    |
| 2010-11 | 6                   | 0   | 0  | 0  | 0 | 0 | 0  | 0  | 0 | 6   | 0   | 0  |    |
| 2011-12 | 20                  | 3   | 1  | 0  | 0 | 0 | 0  | 0  | 0 | 20  | 3   | 1  |    |
| 2012-13 | 11                  | 1   | 3  | 0  | 0 | 0 | 0  | 0  | 0 | 11  | 1   | 3  |    |
| Total | 37                  | 4   | 4  | 0  | 0 | 0 | 0  | 0  | 0 | 37  | 4   | 4  |    |
| Borussia Mönchengladbach · Alemania |                     |     |    |    |   |   |    |    |   |     |     |    |    |
| 2011-12 | 1                   | 0   | 0  | 0  | 0 | 0 | 0  | 0  | 0 | 1   | 0   | 0  |    |
| 2012-13 | 11                  | 1   | 0  | 0  | 0 | 0 | 2  | 0  | 1 | 13  | 1   | 1  |    |
| 2013-14 | 14                  | 0   | 1  | 0  | 0 | 0 | 0  | 0  | 0 | 14  | 0   | 1  |    |
| Total | 26                  | 1   | 1  | 0  | 0 | 0 | 2  | 0  | 1 | 28  | 1   | 2  |    |
| F. C. Kaiserslautern II · Alemania |                     |     |    |    |   |   |    |    |   |     |     |    |    |
| 2014-15 | 3                   | 0   | 0  | 0  | 0 | 0 | 0  | 0  | 0 | 3   | 0   | 0  |    |
| Total | 3                   | 0   | 0  | 0  | 0 | 0 | 0  | 0  | 0 | 3   | 0   | 0  |    |
| F. C. Kaiserslautern · Alemania |                     |     |    |    |   |   |    |    |   |     |     |    |    |
| 2014-15 | 14                  | 2   | 1  | 1  | 0 | 1 | 0  | 0  | 0 | 15  | 2   | 2  |    |
| Total | 14                  | 2   | 1  | 1  | 0 | 1 | 0  | 0  | 0 | 15  | 2   | 2  |    |
| Jong Ajax · Países Bajos |                     |     |    |    |   |   |    |    |   |     |     |    |    |
| 2015-16 | 4                   | 1   | 1  | 0  | 0 | 0 | 0  | 0  | 0 | 4   | 1   | 1  |    |
| 2017-18 | 1                   | 1   | 0  | 0  | 0 | 0 | 0  | 0  | 0 | 1   | 1   | 0  |    |
| Total | 5                   | 2   | 1  | 0  | 0 | 0 | 0  | 0  | 0 | 5   | 2   | 1  |    |
| Ajax de Ámsterdam · Países Bajos |                     |     |    |    |   |   |    |    |   |     |     |    |    |
| 2015-16 | 27                  | 8   | 5  | 2  | 0 | 0 | 6  | 0  | 0 | 35  | 8   | 5  |    |
| 2016-17 | 29                  | 3   | 6  | 1  | 0 | 0 | 18 | 4  | 2 | 48  | 7   | 8  |    |
| 2017-18 | 13                  | 1   | 2  | 0  | 0 | 0 | 4  | 1  | 0 | 17  | 2   | 2  |    |
| Total | 69                  | 12  | 13 | 3  | 0 | 0 | 28 | 5  | 2 | 100 | 17  | 15 |    |
| S. S. C. Napoli · Italia |                     |     |    |    |   |   |    |    |   |     |     |    |    |
| 2018-19 | 12                  | 3   | 3  | 1  | 0 | 0 | 3  | 0  | 0 | 16  | 3   | 3  |    |
| 2019-20 | 5                   | 0   | 0  | 0  | 0 | 0 | 1  | 0  | 0 | 6   | 0   | 0  |    |
| Total | 17                  | 3   | 3  | 1  | 0 | 0 | 4  | 0  | 0 | 22  | 3   | 3  |    |
| Total en su carrera | Total en su carrera | 171 | 24 | 23 | 5 | 0 | 1  | 34 | 5 | 3   | 210 | 29 | 27 |
| (1) Incluye datos de Copa de Alemania, Copa de los Países Bajos y Copa de Italia. (2) Incluye datos de Liga Europea de la UEFA y Liga de Campeones de la UEFA. |                     |     |    |    |   |   |    |    |   |     |     |    |    |

### Selección nacional
La siguiente tabla detalla los encuentros disputados y los goles marcados por Younes con la selección alemana.
| Sub-16 · Alemania | 2009  | 1  | 0 | 0 | -  | - | - | - | - | - | - | - | - | 1  | 0  | 0 |
| Sub-16 · Alemania | Total | 1  | 0 | 0 | 0  | 0 | 0 | 0 | 0 | 0 | 0 | 0 | 0 | 1  | 0  | 0 |
| Sub-17 · Alemania | 2009  | 7  | 3 | 0 | -  | - | - | - | - | - | - | - | - | 7  | 3  | 0 |
| Sub-17 · Alemania | 2010  | 3  | 1 | 0 | -  | - | - | - | - | - | - | - | - | 3  | 1  | 0 |
| Sub-17 · Alemania | Total | 10 | 4 | 0 | 0  | 0 | 0 | 0 | 0 | 0 | 0 | 0 | 0 | 10 | 4  | 0 |
| Sub-18 · Alemania | 2010  | 4  | 0 | 0 | -  | - | - | - | - | - | - | - | - | 4  | 0  | 0 |
| Sub-18 · Alemania | 2011  | 2  | 1 | 0 | -  | - | - | - | - | - | - | - | - | 2  | 1  | 0 |
| Sub-18 · Alemania | Total | 6  | 1 | 0 | 0  | 0 | 0 | 0 | 0 | 0 | 0 | 0 | 0 | 6  | 1  | 0 |
| Sub-19 · Alemania | 2011  | 5  | 2 | 0 | -  | - | - | - | - | - | - | - | - | 5  | 2  | 0 |
| Sub-19 · Alemania | 2012  | 3  | 0 | 0 | -  | - | - | - | - | - | - | - | - | 3  | 0  | 0 |
| Sub-19 · Alemania | Total | 8  | 2 | 0 | 0  | 0 | 0 | 0 | 0 | 0 | 0 | 0 | 0 | 8  | 2  | 0 |
| Sub-20 · Alemania | 2012  | 1  | 0 | 0 | -  | - | - | - | - | - | - | - | - | 1  | 0  | 0 |
| Sub-20 · Alemania | 2013  | 1  | 0 | 0 | -  | - | - | - | - | - | - | - | - | 1  | 0  | 0 |
| Sub-20 · Alemania | Total | 2  | 0 | 0 | 0  | 0 | 0 | 0 | 0 | 0 | 0 | 0 | 0 | 2  | 0  | 0 |
| Sub-21 · Alemania | 2013  | 1  | 0 | 0 | 6  | 1 | 2 | - | - | - | - | - | - | 7  | 1  | 2 |
| Sub-21 · Alemania | 2014  | 3  | 1 | 0 | 2  | 1 | 1 | - | - | - | - | - | - | 5  | 2  | 1 |
| Sub-21 · Alemania | 2015  | 2  | 0 | 0 | -  | - | - | 4 | 0 | 1 | - | - | - | 6  | 0  | 1 |
| Sub-21 · Alemania | Total | 6  | 1 | 0 | 8  | 2 | 3 | 4 | 0 | 1 | 0 | 0 | 0 | 18 | 3  | 4 |
| Absoluta · Alemania | 2017  | 1  | 0 | 0 | 2  | 1 | 1 | - | - | - | 2 | 1 | 0 | 5  | 2  | 1 |
| Absoluta · Alemania | Total | 1  | 0 | 0 | 2  | 1 | 1 | 0 | 0 | 0 | 2 | 1 | 0 | 5  | 2  | 1 |
| Total | Total | 34 | 8 | 0 | 10 | 3 | 4 | 4 | 0 | 1 | 2 | 1 | 0 | 50 | 12 | 5 |
| (1) Incluye datos de clasificación europea y mundialista. (2) Incluye datos de la Eurocopa Sub-21. (3) Incluye datos de la Copa Confederaciones. |       |    |   |   |    |   |   |   |   |   |   |   |   |    |    |   |

### Resumen estadístico
| Competición           | Partidos | Goles | Asistencias | Promedio |
| --------------------- | -------- | ----- | ----------- | -------- |
| Liga                  | 171      | 24    | 23          | 0,14     |
| Copas nacionales      | 5        | 0     | 1           | 0,00     |
| Copas internacionales | 34       | 5     | 3           | 0,14     |
| Selección de Alemania | 5        | 2     | 1           | 0,40     |
| Selecciones juveniles | 45       | 10    | 4           | 0,22     |
| Total                 | 260      | 41    | 32          | 0,15     |

## Palmarés

### Campeonatos nacionales
| Título      | Club            | País   | Año  |
| ----------- | --------------- | ------ | ---- |
| Copa Italia | S. S. C. Napoli | Italia | 2020 |

### Campeonatos internacionales
| Título               | Club (*)              | País  | Año  |
| -------------------- | --------------------- | ----- | ---- |
| Copa Confederaciones | Selección de Alemania | Rusia | 2017 |

(*) Incluyendo la selección.

### Distinciones individuales
| Título                                                 | Año     |
| ------------------------------------------------------ | ------- |
| Parte del equipo estelar de la Liga Europa de la UEFA. | 2016-17 |